# Pantopipetta oculata
Pantopipetta oculata là một loài nhện biển trong họ Austrodecidae. Loài này thuộc chi Pantopipetta. Pantopipetta oculata được miêu tả khoa học năm 1968 bởi Stock.